# Язула
Язула — село в Улаганском районе Республики Алтай, входит в состав Саратанского сельского поселения.
Село находится на реке Байдыш недалеко от места её впадения в реку Чулышман.
Название произошло от алт. Jазулу — «раскинувшийся, ровный»; на теленгитском наречии jас улу — «весенняя стоянка».

## Население
| 2010 | 2011 | 2012 | 2013 | 2014 | 2015 | 2016 |
| ---- | ---- | ---- | ---- | ---- | ---- | ---- |
| 254  | →254 | ↘246 | ↗251 | ↘250 | ↘248 | ↘247 |